# Keyfile
Een keyfile is een (sleutel)bestand op een pc dat een licentie of een encryptie bevat.
Vaak toegepast in webserver software die gebruikmaken van secure socket layer (SSL) protocollen. Dergelijke sleutels worden uitgegeven door trusted authorities die daarmee een bevestiging afgeven dat jij bent wie je zegt dat je bent.
Vaak is een Keyfile onderdeel van een public key infrastructuur (PKI). Een begrip die naast de public key hierbij een belangrijke rol speelt is de private key.
Bepaalde applicaties gebruiken een keyfile om licentie informatie in te bewaren. Dit bestand wordt dan periodiek ingezien om te bepalen of er nog aan de licentievoorwaarden wordt voldaan.
Keyfile is ook een Document Management Systeem (DMS)vergelijkbaar met bijvoorbeeld Documentum. Het is gebaseerd op de gedachte dat (ingescande) documenten worden voorzien van indexkenmerken (metadata), waarmee deze documenten later weer teruggevonden kunnen worden. Dit in tegenstelling tot bijvoorbeeld Zylab, ook een DMS maar die gebaseerd is op het doorzoeken van de inhoud (content) van de gescande afbeeldingen door middel van OCR.
De keus voor het gebruik van metadata of OCR is afhankelijk van de toepassing, hoewel de meeste DMS applicaties beide technieken (gestructureerd vs ongestructureerd) combineren.
Keyfile is oorspronkelijk op de markt gebracht door Keyfile Corp. maar later geëxploiteerd door IcomXpress, Lexign en nu Global360.